# دعامة حالبية
الدعامة الحالبية أو الاستنت الحالبي (بالإنجليزية: Ureteric stent)‏، عبارة عن أنبوب رفيع يتم إدخاله في الحالب لمنع أو معالجة انسداد تدفق البول من الكلى. يتراوح طول الدعامات المستخدمة في المرضى البالغين بين 24 و 30   سم. بالإضافة إلى ذلك، تأتي الدعامات بأقطار أو مقاسات مختلفة، لتناسب أحجام الحالب المختلفة. وعادةً ما يتم إدخال الدعامة بواسطة منظار المثانة. قد يتم لف أحد طرفي الدعامة أو كليهما لمنعه من التحرك خارج الحالب؛ وهذا ما يُسمى بـ دعامة JJ، دعامة J المزدوجة أو دعامة ذيل خنزير.

## وضع الدعامة

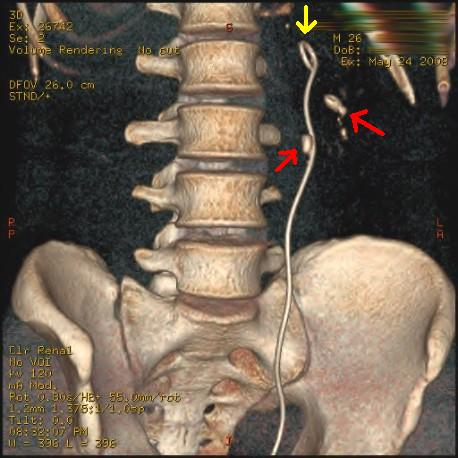
صورة أشعة مقطعية معاد تكوينها ثلاثية الأبعاد لدعامة الحالب في الكلية اليسرى (يشار إليها بسهم أصفر). وهنالك حصوة في حويصلة القطب السفلي للكلية (السهم الأحمر العلوي) وأخرى في الحالب بجانب الدعامة (السهم الأحمر السفلي).

يتم استخدام دعامات الحالب لضمان فتح الحالب، والذي قد يكون عرضة للخطر من خلال حصوات الكلى أو الإجراءات الطبية على سبيل المثال. تستخدم هذه الطريقة أحيانًا كإجراء مؤقت، لمنع تلف الكلى المسدودة، حتى يتم إجراء عملية لإزالة الحصى. يمكن وضع الدعامة إلى فترة تبلغ 12 شهرًا أو أكثر لإبقاء الحالب مفتوحًا في حالات انضغاط الحالب بواسطة أورام محيطة به أو بواسطة أورام الحالب نفسها. في كثير من الحالات تكون هذه الأورام غير قابلة للإزالة ويتم استخدام الدعامات لضمان تصريف البول من خلال الحالب. إذا كان التصريف ضعيفًا لفترات طويلة، قد يؤدي ذلك إلى تلف الكلية.
يمكن أيضًا وضع الدعامات في الحالب الذي تهيج أو تخدش أثناء إجراء تنظير الحالب من أجل إزالة الحصوات، والذي يشار إليه أحيانًا باسم «إجراء انتزاع السلة». عادةً ما يتم ترك الدعامات الموضوعة لهذا السبب في مكانها لمدة أسبوع تقريبًا. تضمن هذه الدعامات عدم تشنج الحالب وانكماشه بعد الإجراء.

## الآثار الجانبية والمضاعفات

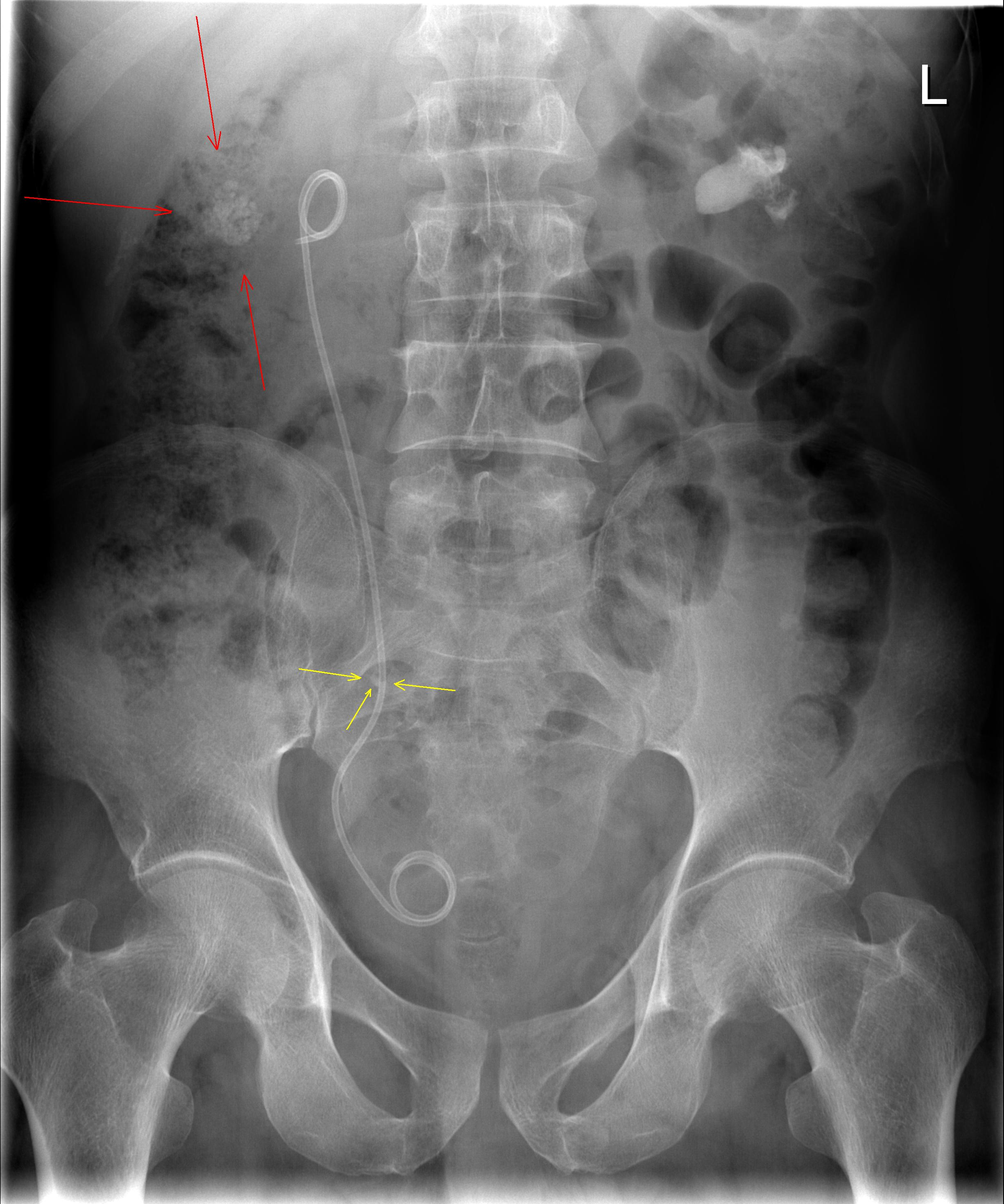
تظهر الأشعة السينية في البطن دعامة J المزدوجة، والتي وضعت لتخفيف المغص الكلوي الحاصل من حصوات الكلى (الأسهم الحمراء). وتظهر الحصوة التي تعيق الحالب أيضًا (الأسهم الصفراء).

المضاعفات الرئيسية للدعامات الحالبية هي الانفصال، العدوى والانسداد عن طريق التقشر. تمت الموافقة مؤخراً على دعامات ذات طلاءات، كالهيبارين، لتقليل العدوى وأغطية لتقليل عدد مرات تبديل الدعامة.
يمكن أن تشمل المضاعفات الأخرى زيادة الإلحاح وزيادة عدد مرات التبول، تدمي البول، تسرب البول، ألم في الكلى، المثانة، الفخذ، وألم في الكلى أثناء التبول، ولفترة قصيرة بعد التبول. هذه الآثار بشكل عام مؤقتة وتختفي مع إزالة الدعامة. في بعض الأحيان، تعطى الأدوية المستخدمة لعلاج المثانة النشطة لتقليل أو إزالة الحاجة الملحة للتبول الناجمة عن وجود الدعامة.
غالبًا ما تحتوي الدعامات على خيط يُستخدم للإزالة، يمر الخيط عبر مجرى البول ويبقى خارج الجسم. هذا الخيط قد يسبب تهيج الإحليل. ويزيد التهيج لدى المرضى الذين ولدوا بإحليل تحتي أو الحالات الأخرى التي تتطلب جراحة تصحيحية مماثلة. يجب توخي الحذر للتأكد من أن الخيط لم يتم الإمساك به أو سحبه، مما قد يؤدي إلى انفصال الدعامة.
أثناء وجود الدعامة، قد يستمر المرضى في ممارسة معظم الأنشطة العادية. ومع ذلك؛ قد تسبب الدعامة بعض الانزعاج أثناء النشاط البدني الشاق. قد يستمر العمل والأنشطة اليومية الأخرى كالمعتاد. ممكن ممارسة النشاط الجنسي أيضًا باستخدام الدعامة، ولكن الدعامات ذات الخيط قد تعوق بشكل كبير ممارسة الجنس. يمكن للدعامة أيضًا أن تستقر على غدة البروستاتا لدى الرجال، ومع القذف؛ تُصبح حركة البروستاتا مزعجة للمريض، مثل التشنج الشديد أو التهيج. [بحاجة لمصدر]

## الإزالة
يمكن إزالة الدعامات ذات الخيط في غضون بضع ثوانٍ عن طريق سحب الخيط. غالبًا ما تقوم الممرضة بذلك، ويمكن للمريض القيام بذلك أيضاً. عند إزالة الدعامة، يجب تطبيق قوة ثابتة ومستمرة، لتجنب البدء والتوقف. يجب أيضًا وضع شيء ما أسفل المريض لالتقاط أي بول يتسرب أثناء الإزالة. يزيل الطبيب الدعامات التي لا تحتوي على خيط باستخدام منظار المثانة. تتم إزالة الدعامة عن طريق تنظير المثانة. يتضمن تنظير المثانة وضع أنبوب مرن صغير عبر الإحليل. يتم تنفيذ الإجراء، الذي يستغرق عادةً بضع دقائق فقط ويسبب القليل من الانزعاج، في العيادة الخارجية أو مركز الجراحة المتنقلة. يتحمل معظم المرضى إزالة الدعامة باستخدام مخدر موضعي فقط، حيث يتم وضعه في الإحليل. مباشرة قبل الإجراء، يتم وضع الكريم المعقم الذي يحوي مادة المخدر الموضعي (ليدوكائين) في مجرى البول. نظرًا لعدم وجود خط وريدي ولا تخدير، ويمكن تناول الطعام بشكل طبيعي قبل الإجراء وبعده.
يمكن أيضًا ازالة دعامة الحالب دون استخدام منظار المثانة عن طريق نظام إزالة مغناطيسي. حيث تحوي الدعامة التي يتم إدخالها على مغناطيس أرضي صغير مرتبط بطرف المثانة الذي يتدلى بحرية داخل المثانة. عند الحاجة إلى إزالة الدعامة، يتم إدخال قسطرة صغيرة بمغناطيس مماثل في المثانة حيث ينجذب المغناطسان وتُزال الدعامة. هذا يلغي الحاجة إلى تنظير المثانة الباهظ والمكلف في كل من البالغين والأطفال.